# II. Szelim Giráj krími kán
II. Szelim Giráj (krími tatár: II Selim Geray, ٢ سليم كراى), (1708 – 1748. május 29.) krími tatár kán, I. Kaplan Giráj kán fia.

## Élete
Szelim 1740 és 1743 között II. Szelamet kalgája volt, és annak 1743-as halála után megörökölte tőle a káni címet. 1744-ben húszezer harcossal vett részt a törökök háborújában a perzsa Nádir sah ellen. Jelentős segítségét a szultán gazdag ajándékokkal honorálta. Hogy biztosítsa a békét szomszédaival, kiadta az oroszoknak az előző háborúban ejtett foglyokat, amit a cár követe már régóta sürgetett és megtiltotta a kubanyi nogáj tatároknak az orosz területen való portyázást.
Konfliktusba került saját kalgájával, Sahin Girájjal, aki otthagyta az udvart és a budzsáki nogájok között próbált felkelést szítani; a lázadást idejekorán elfojtották és Sahin is kegyelmet kapott.
Mikor 1743-ban éhínség sújtotta Isztambult, Szelim a Krímről küldött élelmet a török fővárosba. Azt a trebizondi tisztviselőt, aki nyerészkedni akart a magas gabonaárakon, lefejeztette. 
1747-ben látogatást tett a szultánnál és nagy tisztelettel fogadták.
Szelim tehetséges és határozott uralkodónak bizonyult, népe tisztelte és a Katti (tatárul qattı: szilárd, rendíthetetlen) melléknevet kapta.
II. Szelim 1748. május 29-én halt meg Bahcsiszerájban és a családi sírboltban temették el. Utóda Arszlán Giráj lett.